# System Alliance
Die Firmierung System Alliance bezeichnete eine Kooperation von mittelständischen deutschen Logistikdienstleistern. Anfang 2022 teilte sich das Unternehmen in zwei Gesellschaften, die auf ihre jeweiligen Zuständigkeitsbereiche spezialisiert sind. Unter Leitung von Stephan Opel verantwortet die NG.network GmbH den operativen Netzbetrieb. Gudrun Raabe, die 2018 die Geschäftsführung der System Alliance übernahm, leitet nun die System Alliance Hub Betriebsgesellschaft mbH. Gesellschafter sind Hellmann Worldwide Logistics Germany GmbH & Co. KG, Gebrüder Weiss GmbH, Streck Transportgesellschaft mbH und Friedrich Zufall GmbH & Co. KG. Der Firmensitz der Gesellschaften befindet sich in Niederaula im Landkreis Hersfeld-Rotenburg.

## Unternehmensentwicklung
Die Ursprünge der System Alliance liegen im "Elferkreis", eines eher losen Zusammenschlusses der Gründungsmitglieder in den 60er-Jahren. Das franchise-basierte Unternehmen „System-Gut Logistik Service GmbH“ wurde als erste feste Firmierung schließlich 1986 von elf mittelständischen Speditionen als Schnelllieferdienst im Stückgutbereich gegründet. 1998 wurde dieses mit Partnern aus 15 europäischen Ländern zur Dachgesellschaft „SystemPlus Logistic Service GmbH & Co. KG“ weiterentwickelt.
Die System Alliance firmierte anschließend aus einer Kooperation der internationalen SystemPlus mit der ähnlich operierenden Fortras (Forschungs- und Entwicklungsgesellschaft für Transportwesen). Unter dem Namen System Alliance nahm sie zum Jahresbeginn 2001 ihre Geschäftstätigkeit in den Feldern Distributions- und Beschaffungslogistik im Stückgutbereich auf. 2022 erneuerte sie ihre gesellschaftlichen Strukturen. Durch die Neugründung zweier Gesellschaften wurden die Zuständigkeitsbereiche in Netz- und Umschlagbetrieb aufgeteilt. Zusätzlich zur Gründung der neuen Gesellschaften existiert die System Alliance GmbH als reine Immobiliengesellschaft und Eigentümerin der Liegenschaft in Niederaula weiter. Die System Alliance Hub Betriebsgesellschaft mbH bietet seit Inkrafttreten der Entflechtung Logistikdienstleistungen als offener Umschlagsbetrieb an. Zum Jahresbeginn 2023 firmierte das System Alliance Netzwerk unter neuem Namen zur NG.network GmbH um.
In Niederaula ist die zentrale Hauptumschlagsbasis (HUB) des Netzwerks angesiedelt. Als erste Kooperation bot System Alliance im November 2005 einen „Thermo-Service“ für temperaturgeführte Transporte im positiven Bereich (bei 18 °C) für hitzeempfindliche Non-Food-Güter in Deutschland an.

## Geschäftstätigkeit
Die NG.network GmbH beschäftigt sich mit der Entwicklung, dem Aufbau und der Organisation eines flächendeckenden Netzes für speditionelle Dienstleistungen in Deutschland sowie der Unterhaltung der notwendigen Systeme und Organisationen. Die System Alliance Hub Betriebsgesellschaft mbH bietet zusätzlich als neutraler Dienstleister Cross-Docking-Services und Logistiklösungen an.

## Publikationen
Anlässlich des 50-jährigen Historie der Stückgutkooperation veröffentlichte die System Alliance 2009 Logistik in der Zeitmaschine. Das Buch beleuchtet ein halbes Jahrhundert deutscher Logistikgeschichte am Beispiel der mittelständischen Kooperationspartner. Ab 2010 befasste sich die System Alliance mit den im Buch erörterten Zukunftsfragen. Im Rahmen einer wissenschaftlich begleiteten Zukunftswerkstatt wurden bis Mitte 2012 42 Studien ausgewertet, 45 Trends identifiziert sowie Workshops und Interviews durchgeführt. Als Ergebnis veröffentlicht die Stückgutkooperation zwei Zukunfts-Reports.

## Daten & Fakten
- eine Zentrale und HUB in Niederaula
- 47 Betriebe bundesweit
- 10.000 Beschäftigte im Netzwerk
- 6.000 Verteilerfahrzeuge
- über 7,16 Mio. nationale Sendungen
- über 2,83 Mio. Tonnage[8]